# Bohnanza

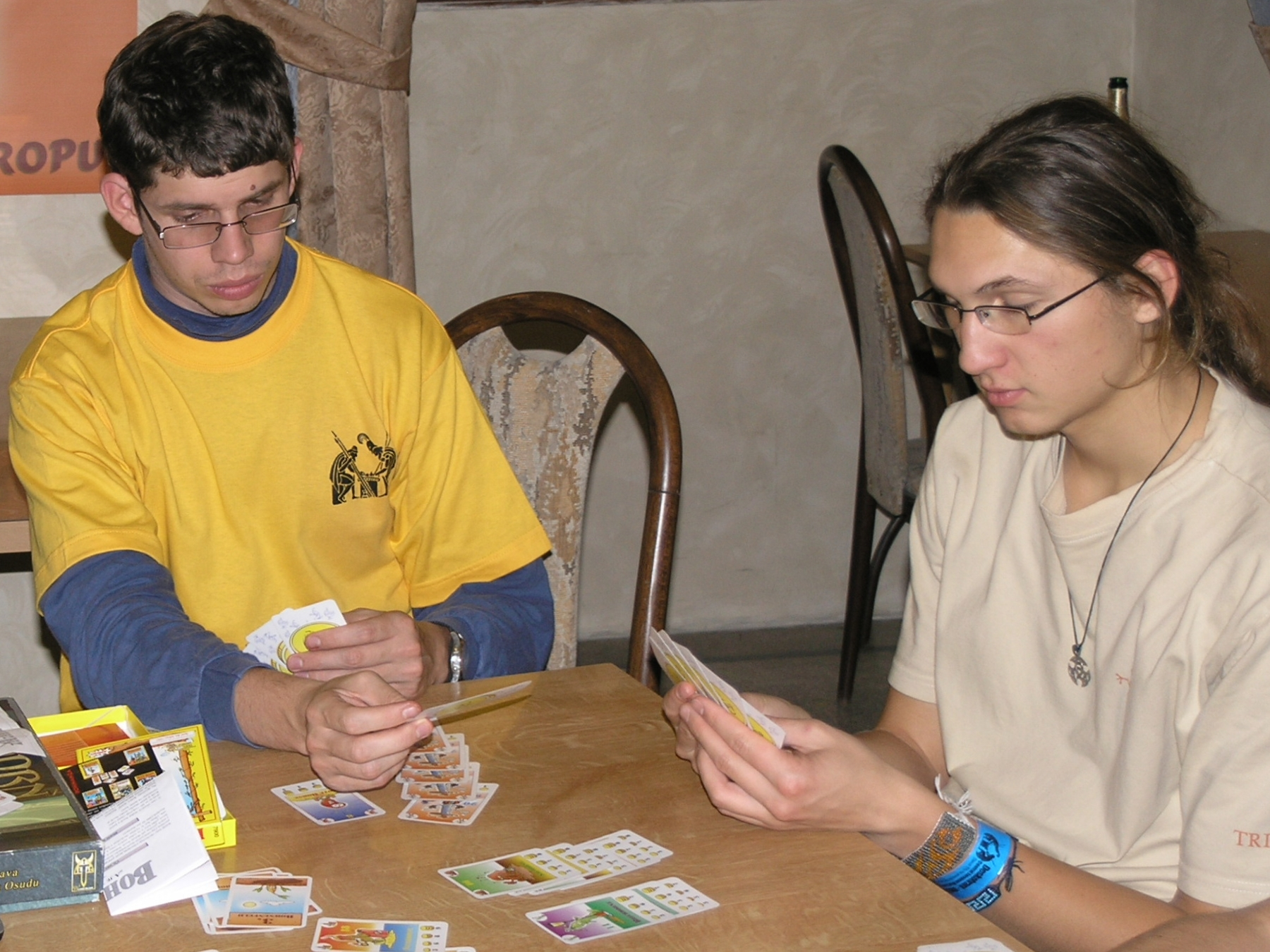
Bohnhanza

Bohnanza är ett tyskt kortspel skapat av Uwe Rosenberg. Spelet består av en enda stor kortlek med bönor som man skall försöka odla och sedan få poäng för, beroende på hur många man har samlat ihop. Samlandet kan resultera i heta förhandlingar emellan spelarna och antingen går man ihop och gynnas av samarbetet, eller gör man allt för att förstöra för motspelarna, även om man själv måste göra en liten uppoffring.
Spelet bygger en hel del på humor och diverse ordvitsar, vilket bland annat märks i titeln "Bohnanza" då Bohne är tyska för böna. Den engelska versionen har en slogan som lyder "To bean or not to bean". Även alla bilder av bönorna i leken är humoristiskt illustrerade.